# Francis Haget
Pour les articles homonymes, voir Haget.

a Compétitions nationales et continentales officielles uniquement.

b Matchs officiels uniquement.
Francis Haget, né le 1er octobre 1949 à Sauveterre-de-Béarn, est un joueur international français de rugby à XV ayant évolué au poste de deuxième ligne à Castelsarrasin, au SU Agen et au Biarritz olympique.

## Biographie
Le 22 octobre 1985, il joue avec les Barbarians français contre le Japon à Cognac. Les Baa-Baas l'emportent 45 à 4. Le 11 novembre 1986, il est sélectionné une seconde fois avec les Barbarians français contre la Nouvelle-Zélande à La Rochelle. Les Baa-Baas s'inclinent 12 à 26.
Il présente la particularité d'avoir une carrière internationale étalée sur 14 années, avec une éclipse en sélection nationale de 1981 à 1984.

## Statistiques

### Tournoi des Cinq Nations
| Édition           | Rang | Résultats France | Résultats Haget | Matchs Haget |
| ----------------- | ---- | ---------------- | --------------- | ------------ |
| Cinq Nations 1976 | 2    | 3 v, 0 n, 1 d    | 1 v, 0 n, 0 d   | 1/4          |
| Cinq Nations 1978 | 2    | 3 v, 0 n, 1 d    | 2 v, 0 n, 1 d   | 3/4          |
| Cinq Nations 1979 | 2    | 2 v, 1 n, 1 d    | 1 v, 0 n, 3 d   | 4/4          |
| Cinq Nations 1980 | 4    | 1 v, 0 n, 3 d    | 1 v, 0 n, 2 d   | 3/4          |
| Cinq Nations 1984 | 2    | 3 v, 0 n, 1 d    | 0 v, 0 n, 1 d   | 1/4          |
| Cinq Nations 1985 | 2    | 2 v, 2 n, 0 d    | 1 v, 2 n, 0 d   | 3/4          |
| Cinq Nations 1986 | 1    | 3 v, 0 n, 1 d    | 3 v, 0 n, 1 d   | 4/4          |
| Cinq Nations 1987 | 1    | 4 v, 0 n, 0 d    | 2 v, 0 n, 0 d   | 2/4          |

Légende : v = victoire ; n = match nul ; d = défaite ; la ligne est en gras quand il y a grand chelem.

### Coupe du monde
| Édition                            | Rang      | Résultats France | Résultats Haget | Matchs Haget |
| ---------------------------------- | --------- | ---------------- | --------------- | ------------ |
| Nouvelle-Zélande et Australie 1987 | Finaliste | 4 v, 1 n, 1 d    | 2 v, 0 n, 0 d   | 2/6          |

Légende : v = victoire ; n = match nul ; d = défaite.

## Palmarès

### En club
Avec Agen
- Challenge Yves du Manoir :
  - Finaliste (1) : 1975

### En équipe nationale
- 40 sélections en équipe de France, de 1974 à 1987
- Grand Chelem en 1987
- Tournoi des Cinq Nations ex æquo en 1986